# Saint-Symphorien-des-Monts
Pour les articles homonymes, voir Saint-Symphorien.
Saint-Symphorien-des-Monts est une ancienne commune française du département de la Manche et de la région Normandie, peuplée de 124 habitants, commune déléguée au sein de Buais-Les-Monts depuis le 1er janvier 2016. 

## Géographie

### Localisation
La commune est aux confins sud du Mortainais et de l'Avranchin. Son bourg est à 8 km à l'est de Saint-Hilaire-du-Harcouët, à 9,5 km au nord de Landivy, à 11 km à l'ouest du Teilleul et à 14 km au sud de Mortain.
| Lapenty          | Villechien                 | Notre-Dame-du-Touchet |
| Moulines         | Saint-Symphorien-des-Monts | Ferrières             |
| Savigny-le-Vieux | Buais                      | Buais                 |

## Toponymie
Le nom de la localité est attesté sous les formes Sanctus Symphorianus au XIIe siècle, Saint Symphorien d'Escorcines au Moyen Âge, Saint Simphorien en 1793, Saint-Symphorien en 1801, Saint-Ciphorien sans date.
Dans la Manche, il existe également Saint-Symphorien-les-Buttes — on trouvait aussi dans les écrits le toponyme de Saint-Symphorien de Thorigny — et Saint-Symphorien-le-Valois.
La paroisse était dédiée à Symphorien d'Autun, martyr du IIe siècle.
En 1921, Saint-Symphorien devient Saint-Symphorien-des-Monts .

## Histoire

### Moyen Âge
Au XIIe siècle, Ruallon et Guillaume de Parigny accordent au curé de Saint-Symphorien quelques droits sur le village.

### Époque contemporaine

#### Chemin de fer
Saint-Symphorien-des-Monts fut desservi par la ligne de chemin de fer à voie métrique de Landivy à Saint-Hilaire-du-Harcouët exploitée par les Chemins de fer de la Manche (CFM) puis par les Chemins de fer départementaux de la Mayenne (CFDM). Cette ligne fut ouverte en 1909, interrompue durant la Première Guerre mondiale et ferma avant la Seconde Guerre mondiale. La gare se dénommait Moulines-Saint-Symphorien.

## Politique et administration
| Période                                                                                           | Période       | Identité                        | Étiquette | Qualité          |
| ------------------------------------------------------------------------------------------------- | ------------- | ------------------------------- | --------- | ---------------- |
| …1794                                                                                             | 1794…         | François Morel                  |           |                  |
| …1797                                                                                             | 1798…         | Jean Baptiste Trouvé            |           |                  |
| 1798                                                                                              | 1799          | Julien Le Bordais               |           |                  |
| 1799                                                                                              | 1811          | François Morel                  |           |                  |
| 1811                                                                                              | 1830          | Charles Dubourblanc d'Apreville |           |                  |
| 1830                                                                                              | 1831          | Paul Juhé                       |           |                  |
| 1831                                                                                              | 1848          | Toussaint Morel                 |           |                  |
| 1848                                                                                              | 1904…         | François Hamon                  |           |                  |
| …1914                                                                                             | 1917          | Pierre Guillemain               |           |                  |
| 1917                                                                                              | 1918          | Auguste Denis                   |           | faisant fonction |
| 1918                                                                                              | 1920          | Victor Toullier                 |           | faisant fonction |
| 1920                                                                                              | 1960          | Jean de Rougé                   |           |                  |
| 1960                                                                                              | 1982          | Jules Gohier                    |           |                  |
| 1982                                                                                              | mars 2008     | Jean Bossard                    | SE        | Agriculteur      |
| mars 2008                                                                                         | décembre 2015 | Sébastien Leboisne              | SE        | Ébéniste         |
| Une partie des données est issue d'une liste établie par Jean Pouëssel, F. Davoust et M. Legrand. |               |                                 |           |                  |

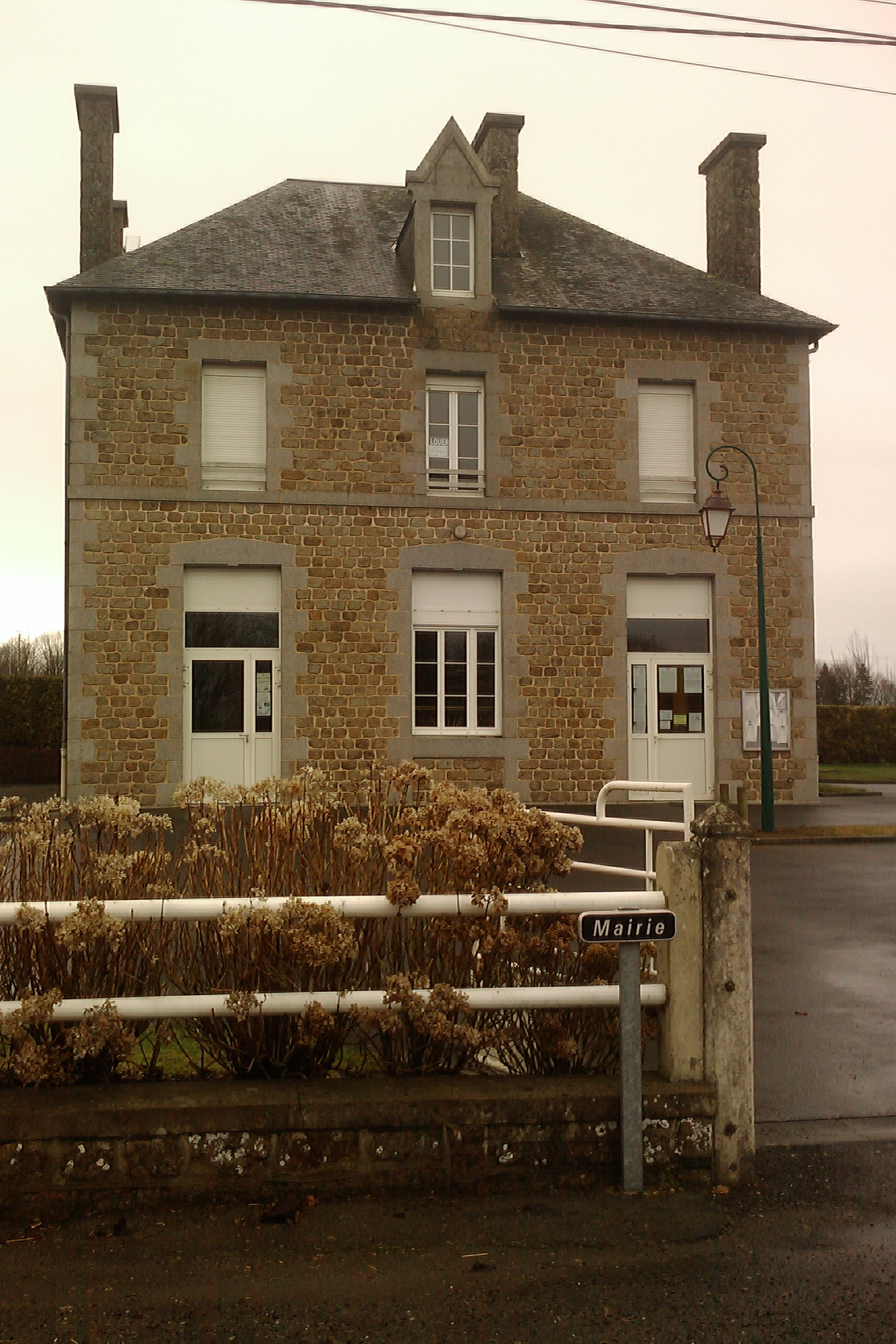
La mairie.

Le conseil municipal était composé de onze membres dont le maire et deux adjoints.
| Période                                  | Période  | Identité           | Étiquette | Qualité          |
| ---------------------------------------- | -------- | ------------------ | --------- | ---------------- |
| janvier 2016                             | mai 2020 | Sébastien Leboisne | SE        | Ébéniste         |
| mai 2020                                 | En cours | Joël Lemoussu      | SE        | Retraité artisan |
| Les données manquantes sont à compléter. |          |                    |           |                  |

## Population et société

### Démographie
L'évolution du nombre d'habitants est connue à travers les recensements de la population effectués dans la commune depuis 1793. À partir du 1er janvier 2009, les populations légales des communes sont publiées annuellement dans le cadre d'un recensement qui repose désormais sur une collecte d'information annuelle, concernant successivement tous les territoires communaux au cours d'une période de cinq ans. 
Pour les communes de moins de 10 000 habitants, une enquête de recensement portant sur toute la population est réalisée tous les cinq ans, les populations légales des années intermédiaires étant quant à elles estimées par interpolation ou extrapolation. Pour la commune, le premier recensement exhaustif entrant dans le cadre du nouveau dispositif a été réalisé en 2005,.
En 2022, la commune comptait 124 habitants, en évolution de −15,07 % par rapport à 2016 (Manche : +0,44 %, France hors Mayotte : +2,49 %).
Saint-Symphorien a compté jusqu'à 590 habitants en 1851.
| 1793 | 1800 | 1806 | 1821 | 1831 | 1836 | 1841 | 1846 | 1851 |
| ---- | ---- | ---- | ---- | ---- | ---- | ---- | ---- | ---- |
| 480  | 481  | 483  | 450  | 527  | 535  | 508  | 524  | 590  |

| 1856 | 1861 | 1866 | 1872 | 1876 | 1881 | 1886 | 1891 | 1896 |
| ---- | ---- | ---- | ---- | ---- | ---- | ---- | ---- | ---- |
| 552  | 558  | 492  | 430  | 470  | 470  | 440  | 480  | 438  |

| 1901 | 1906 | 1911 | 1921 | 1926 | 1931 | 1936 | 1946 | 1954 |
| ---- | ---- | ---- | ---- | ---- | ---- | ---- | ---- | ---- |
| 391  | 408  | 385  | 335  | 336  | 327  | 317  | 300  | 300  |

| 1962 | 1968 | 1975 | 1982 | 1990 | 1999 | 2005 | 2010 | 2015 |
| ---- | ---- | ---- | ---- | ---- | ---- | ---- | ---- | ---- |
| 275  | 263  | 266  | 228  | 200  | 152  | 152  | 142  | 149  |

| 2018 | - | - | - | - | - | - | - | - |
| ---- | - | - | - | - | - | - | - | - |
| 125  | - | - | - | - | - | - | - | - |

### Manifestations culturelles et festivités
Depuis 2015, Saint-Symphorien-des-Monts accueille chaque été l'Ethereal Decibel Festival, un événement consacré aux musiques électroniques et aux arts psychédéliques.

## Culture locale et patrimoine

### Lieux et monuments

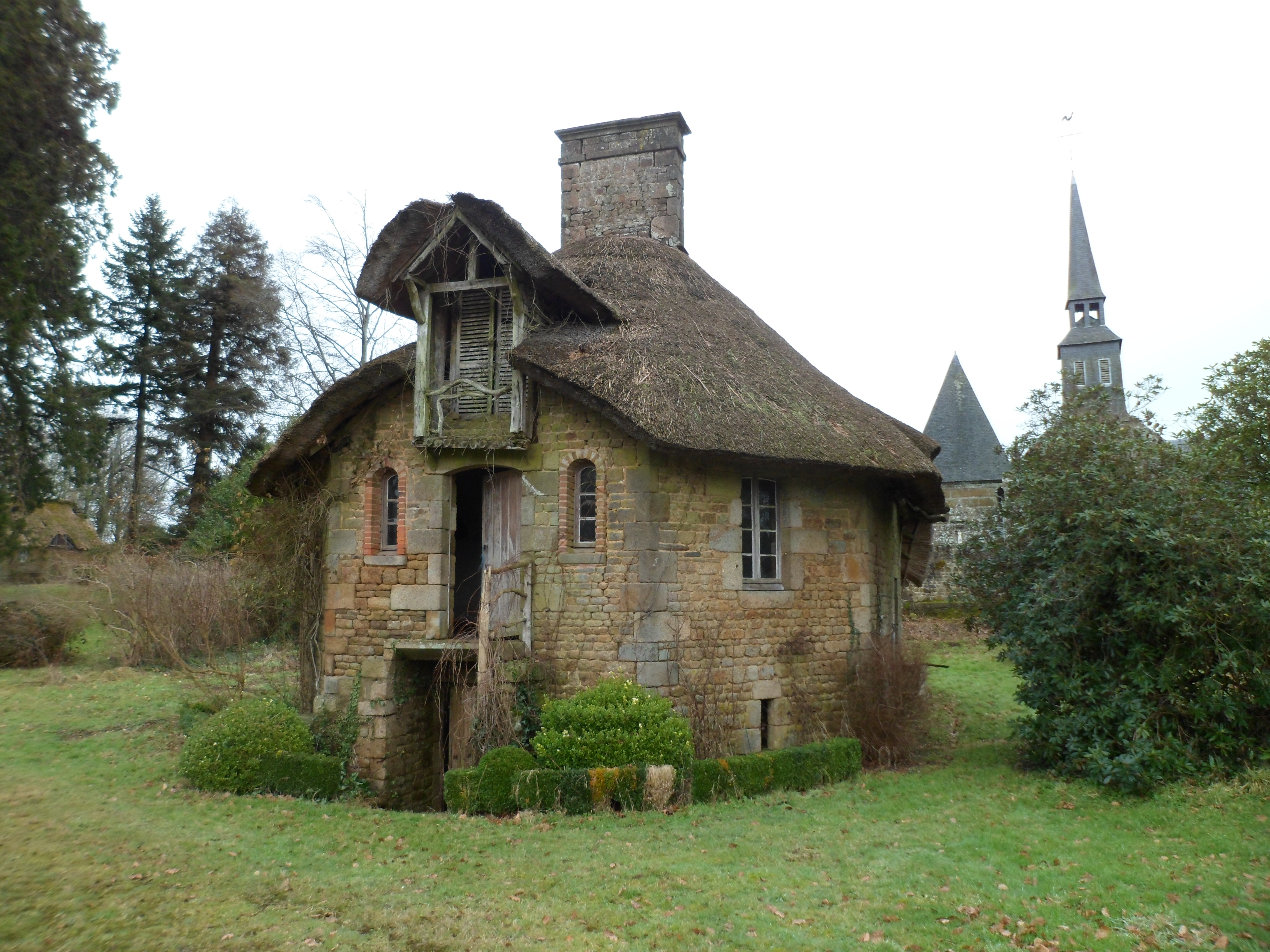
Chaumière dite « Maison du jardinier ».

Saint-Symphorien-des-Monts recèle trois lieux d'un intérêt historique :
- un village comprenant des bâtiments en pierre et ardoise du pays, dans le domaine du château : une ferme modèle du XIXe siècle (maison en chaume) et une chaumière du XVIe siècle inscrite au titre des monuments historiques[16] ;
- le parc de l'ancien château de Saint-Symphorien-des-Monts inscrit à l'IGPC[17]. Le parc qui a été reconverti en 1971 en parc animalier et floral est fermé depuis la tempête de 1999. Une association a été créée pour le rouvrir[18]. Le château détruit par un incendie en 1916, n'a pas été reconstruit ;
- au sein du parc du château, l'allée couverte des Cartesières (tombe mégalithique) classée aux titre des monuments historiques[19]. En forme de « T », le monument mesure 11 m de long et 1,30 m de large. Elle fut signalée pour la première fois en 1877. La sépulture était composée d'une vingtaine de piliers et de cinq tables de couverture. Il n'en subsiste que deux[10].

#### Autres lieux et monuments
- Église Saint-Symphorien date des XVIe – XVIIe siècles avec chapelle latérale du XVIIIe. L'édifice abrite un maître-autel du XVIIIe, des tableaux du XVIIIe : le baptême de Jésus et l'Ange écrivant les promesses du baptême et un tableau du XIXe offert par les soldats de la guerre franco-allemande de 1870[10].
- Croix de cimetière du XVIIe siècle.